# Décès en février 1978
Décès
- 1974
- 1975
- 1976
- 1977
- 1978
- 1979
- 1980
- 1981
- 1982

Pour une information complémentaire, voir la page d'aide.

| Date       | Nom              | Pays                  | Activités                                  | Âge | Source |
| ---------- | ---------------- | --------------------- | ------------------------------------------ | --- | ------ |
| 14 février | Greta Prozor     |                       | Comédienne et professeur d'art dramatique. | 92  |        |
| 18 février | Giuseppe Santhià | Drapeau de l'Italie   | Coureur cycliste italien.                  | 92  |        |
| 21 février | Paul Hauman      | Drapeau de la Norvège | Footballeur international norvégien.       | 94  |        |